# Javier Pulgar Vidal
Javier Pulgar Vidal  (Panao, 2 de enero de 1911-Lima, 18 de mayo de 2003) fue un geógrafo, filósofo, abogado e historiador peruano. 
Aportó importantes estudios en 1940, en la Tercera Asamblea General del Instituto Panamericano de Geografía e Historia, su tesis: “Las ocho regiones naturales del Perú”, la que se convertiría en el estudio más importante realizado sobre la división geográfica del Perú. Desplazando así la división tradicional que dividía al Perú en Costa, Sierra y Selva, por ser esta muy simple, teniendo en cuenta la diversa y compleja geografía peruana.
En su tesis sobre las regiones naturales indica que en el Perú existen ocho regiones bien definidas teniendo en cuenta una clasificación hecha sobre la base de sus pisos altitudinales y la flora y fauna que el país alberga. Estas regiones son Chala o Costa, Yunga, Quechua, Suni, Jalca o Puna, Janca o Cordillera, Rupa-Rupa o selva alta, y Omagua o selva baja.
Fundó diversas universidades dentro del Perú, así como una en Colombia.

## Biografía
Nació en Perú, Panao, el 2 de enero de 1911, hijo de Francisco Pulgar Espinoza y de Eumelia del Carmen Vidal. Desde temprana edad demostró inquietud por la naturaleza y recorrió ríos, alturas, valles, punas y jalcas. Cursó sus estudios primarios y secundarios en el Colegio Nacional de Minería en Huánuco. En 1931 viajó a Lima para cursar sus estudios superiores. Tras el receso de la Universidad de San Marcos, tuvo que postular y luego ingresó a la Universidad Católica del Perú ocupando el primer puesto para estudiar Letras. Fue nombrado profesor auxiliar de Filosofía de la Religión (1932) y auxiliar de la cátedra de geografía (1933). Se graduó de doctor en Letras en 1939, con la tesis «Introducción al estudio del río Huallaga», en cinco volúmenes. Posteriormente, en 1941 se graduó de bachiller en Derecho, con su tesis «Situación jurídica del profesor de institutos particulares de enseñanza» y obtuvo su título abogado.
En 1940, en la Tercera Asamblea General del Instituto Panamericano de Geografía e Historia, el Dr. Javier Pulgar Vidal presentó su tesis: Las ocho regiones naturales del Perú, que marcó una ruptura respecto a la tradición de las tres regiones clásicas: costa, sierra y selva. Posteriormente precisó que en el país existen 96 zonas de vida natural, una biodiversidad tan amplia que lo convierte en uno de los países con más recursos naturales del planeta. El sabio Pulgar Vidal publicaría además más de cincuenta publicaciones sobre temas de carácter científico.
Entre 1941 y 1944 ejerció como secretario del Ministerio de Fomento y Obras Públicas, bajo el primer gobierno de Manuel Prado Ugarteche. Viajó a Washington D. C., donde trabajó como geógrafo analista (1943-1944). 
Fue elegido diputado al Congreso Nacional de 1945-1948, representando a la provincia de Pachitea, Huánuco, llegando a ser secretario de su Cámara. En 1946 pasó a ser catedrático de Geografía del Perú en la Universidad de San Marcos, donde fundó al año siguiente el Instituto de Geografía y, dentro de él, el Fondo Toponímico Peruano. En ese mismo año de 1946 se casó con Margarita Biber Poillevard, una joven doctora en Educación, a los 35 años de edad. 
Debido al golpe de Estado de Manuel A. Odría de 1948, se asiló en la embajada de Colombia, y luego marchó desterrado a Bogotá. Allí impartió clases en diversas universidades y trabajó como asesor de la Contraloría General y del Ministerio de Agricultura de ese país, donde organizó un fichero científico agropecuario. En 1954 fundó en Bogotá la Universidad Jorge Tadeo Lozano, donde fue decano de la Facultad de Recursos Naturales y de Ciencias Geográficas. 
En 1958 regresó al Perú, donde fundó la Universidad Comunal del Centro, con sede en Huancayo, que luego fue nacionalizada con el nombre de Universidad Nacional del Centro del Perú, la misma que estableció filiales en Cerro de Pasco, Huánuco, Lima y Huacho. Estas filiales se emanciparon a partir de 1962 y dieron origen a las Universidades Daniel Alcides Carrión, Hermilio Valdizán, Federico Villarreal y José Faustino Sánchez Carrión, respectivamente.
En 1962 se reincorporó a la Facultad de Letras de la Universidad Nacional Mayor de San Marcos (UNMSM), donde ejerció la dirección del departamento de Geografía. Se jubiló en 1975, recibiendo el título de geógrafo profesional y catedrático emérito de la institución.
Luego desempeñó cargos públicos, como el de jefe del Oficina Nacional de Evaluación de Recursos Naturales (hoy Instituto Nacional de Recursos Naturales) [1985], embajador plenipotenciario y extraordinario en Colombia (1986-1988 y 1989-1990) y asesor del Instituto Nacional de Salud (1992).
En diciembre de 1946 se le otorgaron las Palmas Magisteriales del Perú en grado de Amauta. Entre otros reconocimientos destacan la Orden de San Carlos en grado de Gran Cruz (otorgado por el presidente de Colombia); la Gran Orden del Cóndor de Chavín; aparte de ser nombrado profesor honoris causa por la Universidad Nacional Mayor de San Marcos, la Pontificia Universidad Católica del Perú y la Universidad Nacional del Centro del Perú, de la cual fue fundador y segundo rector. Además la Universidad Peruana de Ciencias Aplicadas lo nombró Rector Honorario Vitalicio.
Fue fundador de seis universidades en el Perú: la Universidad Nacional del Centro del Perú, con sede en Huancayo; la Universidad Nacional Federico Villarreal, con sede en Lima; la Universidad Nacional Hermilio Valdizán, con sede en Huánuco; la Universidad Nacional Daniel Alcides Carrión, con sede en Cerro de Pasco; la Universidad Alas Peruanas, con sede en Lima y otros campus en el país; y la Universidad Nacional José Faustino Sánchez Carrión, con sede en Huacho. Y en Colombia, la Universidad Jorge Tadeo Lozano, en 1954.
Falleció el 18 de mayo de 2003 a los 92 años en Lima y fue sepultado en el cementerio Parque del Recuerdo de Pachacámac.

## Publicaciones
- Las ocho regiones naturales del Perú (1938, aumentada en sucesivas ediciones)
- Geografía humana general y del Perú (1938)
- Ensayos geográficos (3 fascículos, 1939-1941)
- Historia y geografía del Perú (1946).
- Geografía económica (1955)
- Diccionarios de ingenieros agrónomos (2 volúmenes, Bogotá, 1954)
- Notas para un diccionario de huanuqueñismos (1967)
- Conversatorios sobre la Amazonía peruana y sus problemas (1978)
- Los recursos naturales del Perú (1985)
- Perfil ambiental del Perú [1986]
- Análisis geográfico de la región Nor Oriental del Marañón [1989]
- Mapa de las ocho regiones naturales del Perú [1989]
- La sabiduría ecológica tradicional [1993]

## Las ocho regiones naturales del Perú
Javier Pulgar Vidal diferenció 8 regiones naturales del Perú, según la nomenclatura siguiente: 

"se llama chala a las tierras que lindan con el mar en el lado occidental del declive andino; yunga a las tierras de clima cálido de los valles y quebradas que trepan al Ande inmediatamente después de la chala, y a los valles y quebradas de igual clima que se extienden en el declive oriental andino; quechua a las tierras templadas que se extienden en ambos declives; suni a las tierras frías; puna a los altiplanos muy fríos; janca a las cumbres nevadas o regiones blancas del país; rupa-rupa a las selvas altas ubicadas en el declive oriental de los Andes; y Amazonia o selva baja a la inmensa llanura por donde discurren los ríos que van a desembocar al Atlántico".